# Queen Anne Stakes
Groupe 1
Les Queen Anne Stakes est une course hippique de plat se déroulant au mois de juin sur l'hippodrome d'Ascot en Angleterre, durant le meeting royal.
C'est une course de Groupe 1 réservée aux chevaux de 4 ans et plus. Elle se court sur environ 1 600 mètres (1 mile) et son allocation s'élève à £ 750 000.
La première édition remonte à 1840, et portait alors le nom de Trial Stakes. Elle fut rebaptisée en 1930 pour rendre hommage à la Reine Anne Ire, à l'origine des courses à Ascot en 1711.
À l'origine, c'était une course de groupe 3, puis de groupe 2 à compter de 1984. C'est une course de Groupe 1 depuis 2003.

## Palmarès depuis 1988
| Année                       | Vainqueur          | S/A  | Pays        | Père             | Jockey               | Entraîneur           | Propriétaire                    | Deuxième          | Troisième          | Temps   |
| --------------------------- | ------------------ | ---- | ----------- | ---------------- | -------------------- | -------------------- | ------------------------------- | ----------------- | ------------------ | ------- |
| 2025                        | Docklands          | M.5  | Royaume-Uni | Massaat          | Mark Zahra           | Harry Eustace        | OTI Racing                      | Rosallion         | Cairo              | 1'41"39 |
| 2024                        | Charyn             | M. 4 | Royaume-Uni | Dark Angel       | Silvestre de Sousa   | Roger Varian         | Nurlan Bizakov                  | Docklands         | Maljoom            | 1'38"04 |
| 2023                        | Triple Time        | M. 4 | Royaume-Uni | Frankel          | Neil Callan          | Kevin Ryan           | Cheikh M. Obaid Al Maktoum      | Inspiral          | Light Infantry     | 1'40"70 |
| 2022                        | Baaeed             | M. 4 | Royaume-Uni | Sea the Stars    | Jim Crowley          | William Haggas       | Shadwell Estate Co. Ltd         | Real World        | Order of Australia | 1'37"76 |
| 2021                        | Palace Pier        | M. 4 | Royaume-Uni | Kingman          | Lanfranco Dettori    | John Gosden          | Hamdane Al Maktoum              | Lope Y Fernandez  | Sir Busker         | 1'39"18 |
| 2020                        | Circus Maximus     | M.4  | Irlande     | Galileo          | Ryan Moore           | Aidan O'Brien        | Flaxman & Smith, Magnier, Tabor | Terebellum        | Maries Diamond     | 1'40"05 |
| 2019                        | Lord Glitters      | H.6  | France      | Whipper          | Daniel Tudhope       | David O'Meara        | Geoff & Sandra Turnbull         | Beat The Bank     | One Master         | 1'37"40 |
| 2018                        | Accidental Agent   | M.4  | Royaume-Uni | Delegator        | Charles Bishop       | Eve Johnson-Houghton | R.F. Johnson-Houghton           | Lord Glitters     | Lightning Spear    | 1'38"85 |
| 2017                        | Ribchester         | M.4  | Royaume-Uni | Iffraaj          | William Buick        | Richard Fahey        | Godolphin                       | Mutakayyef        | Deauville          | 1'36"60 |
| 2016                        | Tepin              | F.5  | États-Unis  | Bernstein        | Julien Leparoux      | Mark Casse           | Robert Masterson                | Belardo           | Lightning Spear    | 1'43"98 |
| 2015                        | Solow              | H.5  | France      | Singspiel        | Maxime Guyon         | Freddy Head          | Wertheimer & Frère              | Esoterique        | Cougar Mountain    | 1'37"76 |
| 2014                        | Toronado           | M.4  | Royaume-Uni | High Chaparral   | Richard Hughes       | Richard Hannon       | Cheikh Al Thani                 | Verrazano         | Anodin             | 1'37"73 |
| 2013                        | Declaration of War | M.4  | Irlande     | War Front        | Joseph O'Brien       | Aidan O'Brien        | Smith, Magnier, Tabor & Allen   | Aljamaaheer       | Gregorian          | 1'38"48 |
| 2012                        | Frankel            | M.4  | Royaume-Uni | Galileo          | Tom Queally          | Henry Cecil          | Khalid Abdullah                 | Excelebration     | Side Glance        | 1'37"85 |
| 2011                        | Canford Cliffs     | M.4  | Royaume-Uni | Tagula           | Richard Hughes       | Richard Hannon       | Heffer Syndicate                | Goldikova         | Cityscape          | 1'38"38 |
| 2010                        | Goldikova          | F.5  | France      | Anabaa           | Olivier Peslier      | Freddy Head          | Wertheimer & Frère              | Paco Boy          | Dream Eater        | 1'37"74 |
| 2009                        | Paco Boy           | M.4  | Royaume-Uni | Desert Style     | Richard Hughes       | Richard Hannon       | The Calvera Partnership         | Cesare            | Aqlaam             | 1'39"31 |
| 2008                        | Haradasun          | M.5  | Australie   | Fusaichi Pegasus | Johnny Murtagh       | Aidan O'Brien        | FBJ.Tagg                        | Darjina           | Finsceal Beo       | 1'38"98 |
| 2007                        | Ramonti            | M.5  | Italie      | Martino Alonso   | Lanfranco Dettori    | Saeed bin Suroor     | Écurie Godolphin                | Jeremy            | Turtle Bowl        | 1'37"21 |
| 2006                        | Ad Valorem         | M.4  | Irlande     | Danzig           | Kieren Fallon        | Aidan O'Brien        | Sue Magnier & Bob Ingham        | Court Masterpiece | Proclamation       | 1'40"00 |
| 2005                        | Valixir            | M.4  | France      | Trempolino       | Christophe Soumillon | André Fabre          | S.A. Aga Khan                   | Rakti             | Starcraft          | 1’36"64 |
| 2004                        | Refuse To Bend     | M.4  | Royaume-Uni | Sadler's Wells   | Lanfranco Dettori    | Saeed bin Suroor     | Écurie Godolphin                | Soviet Song       | Salselon           | 1'39"14 |
| 2003                        | Dubaï Destination  | M.4  | Royaume-Uni | Kingmambo        | Lanfranco Dettori    | Saeed bin Suroor     | Écurie Godolphin                | Right Approach    | Where Or When      | 1'38"56 |
| Millésimes classés Groupe 2 |                    |      |             |                  |                      |                      |                                 |                   |                    |         |
| 2002                        | No Excuse Needed   | M.4  | Royaume-Uni | Machiavellian    | Johnny Murtagh       | Sir Michael Stoute   | Maktoum Al Maktoum              | Tillerman         | Tough Speed        | 1’40"66 |
| 2001                        | Medicean           | M.4  | Royaume-Uni | Machiavellian    | Kieren Fallon        | Sir Michael Stoute   | Cheveley Park Stud              | Swallow Flight    | Arkadian Hero      | 1’40"46 |
| 2000                        | Kalanisi           | M.4  | Royaume-Uni | Doyoun           | Kieren Fallon        | Sir Michael Stoute   | S.A. Aga Khan                   | Dansili           | Swallow Flight     | 1’39"68 |
| 1999                        | Cape Cross         | M.5  | Royaume-Uni | Green Desert     | Gary Stevens         | Saeed bin Suroor     | Écurie Godolphin                | Docksider         | Almushtarak        | 1’39"64 |
| 1998                        | Intikhab           | M.4  | Royaume-Uni | Red Ransom       | Lanfranco Dettori    | Saeed bin Suroor     | Écurie Godolphin                | Among Men         | Poteen             | 1’39"90 |
| 1997                        | Allied Forces      | M.4  | Royaume-Uni | Miswaki          | Lanfranco Dettori    | Saeed bin Suroor     | Écurie Godolphin                | Centre Stalls     | Ali-Royal          | 1’39"72 |
| 1996                        | Charnwood Forest   | M.4  | Royaume-Uni | Warning          | Michael Kinane       | Saeed bin Suroor     | Écurie Godolphin                | Restructure       | Mistle Cat         | 1’38"71 |
| 1995                        | Nicolotte          | M.4  | Royaume-Uni | Night Shift      | Michael Hills        | Geoff Wragg          | Mollers Racing                  | Nijo              | Soviet Line        | 1’40"28 |
| 1994                        | Barathea           | M.4  | Royaume-Uni | Sadler's Wells   | Michael Kinane       | Luca Cumani          | Cheikh Al Maktoum               | Emperor Jones     | Gabr               | 1’39"52 |
| 1993                        | Alflora            | M.4  | Royaume-Uni | Niniski          | Michael Kinane       | Clive Brittain       | Circlechart Ltd                 | Inner City        | Hazaam             | 1’43"16 |
| 1992                        | Lahib              | M.4  | Royaume-Uni | Riverman         | Willie Carson        | John Dunlop          | Hamdan Al Maktoum               | Second Set        | Sikeston           | 1’38"64 |
| 1991                        | Sikeston           | M.5  | Royaume-Uni | Lear Fan         | Michael Roberts      | Clive Brittain       | Luciano Gaucci                  | Rami              | Fair Average       | 1’41"93 |
| 1990                        | Markofdistinction  | M.4  | Royaume-Uni | Known Fact       | Lanfranco Dettori    | Luca Cumani          | Gerald W. Leigh                 | Mirror Black      | Distant Relative   | 1’39"68 |
| 1989                        | Warning            | M.4  | Royaume-Uni | Known Fact       | Pat Eddery           | Guy Harwood          | Khalid Abdullah                 | Reprimand         | Sweet Chesne       | 1’39"95 |
| 1988                        | Waajib             | M.5  | Royaume-Uni | Try My Best      | Michael Roberts      | Alec Stewart         | Hamdan Al Maktoum               | Soviet Star       | Then Again         | 1'47"06 |